# Aarne Salovaara
Aarne Salovaara (Kotka, Finlandia, 25 de febrero de 1887- Kotka, 11 de septiembre de 1945) fue un gimnasta artístico finlandés, subcampeón olímpico en Estocolmo 1912 en el concurso por equipos "sistema libre".

## Carrera deportiva
En las Olimpiadas celebradas en Estocolmo (Suecia) en 1912 consigue la plata en el concurso por equipos "sistema libre", quedando situados en el podio tras los noruegos (oro) y por delante de los daneses (bronce), y siendo sus compañeros de equipo los gimnastas: Kaarlo Vasama, Eino Forsström, Eero Hyvärinen, Mikko Hyvärinen, Tauno Ilmoniemi, Ilmari Keinänen, Jalmari Kivenheimo, Karl Lund, Aarne Pelkonen, Ilmari Pernaja, Arvid Rydman, Eino Saastamoinen, Kaarlo Ekholm, Heikki Sammallahti, Hannes Sirola, Klaus Suomela, Lauri Tanner, Väinö Tiiri y Kaarlo Vähämäki.